# Большая-малая война
«Большая-малая война» — советский цветной широкоэкранный художественный фильм на тематику Гражданской войны в России, снятый режиссёром Василием Паскару по сценарию, написанному совместно с Борисом Шустровым на киностудии «Молдова-филм» в 1980 году.
Премьера фильма состоялась 15 декабря 1980 года. Фильм посмотрели 8,4 млн зрителей.

## Сюжет
Войска Красной Армии врываются в Крым, где происходят боевые действия с махновцами. Комиссар Бочаров пытается убедить Махно сдаться, но переговоры не удаются. В результате красная конница побеждает махновцев в жестокой схватке.

## В ролях
- Виктор Саитов — Михаил Васильевич Фрунзе
- Роман Громадский — Бочаров
- Геннадий Сайфулин — Махно
- Евгений Лазарев — Котовский
- Эммануил Виторган — Сиротинский
- Игорь Стариков — Кутяков
- Арнис Лицитис — Роберт Эйдеман
- Любовь Румянцева — Софья Алексеевна
- Владимир Горелов — Аршинов
- Любовь Полищук — Маруся
- Виктор Косых — Щусь, один из ближайших соратников Нестора Махно
- Татьяна Лагунова — мадам Бертран
- Александр Сысоев — Мишка Левчик
- Владимир Шакало — Федя Бородин

## Съёмочная группа
- Режиссер: Василий Паскару
- Авторы сценария: Борис Шустров, Василий Паскару
- Оператор: Влад Чуря
- Художники-постановщики: Станислав Булгаков, Аурелия Роман
- Композитор: Джон Тер-Татевосян
- Звукорежиссер: Ефим Рейтих

## Фестивали и награды
- Фильм был награждён Почётным дипломом за разработку военно-патриротической темы на Всесоюзном кинофестивале в Душанбе (1980)
- Сценарист Борис Шустров, режиссёр Василий Паскару и оператор Влад Чуря были награждены Серебряными медалями им. А. П. Довженко (1981)
- Сценаристу Борису Шустрову, режиссёру Василию Паскару, оператору Владу Чуре и актёру Виктору Саитову была присвоена Государственная премия Молдавской ССР (1982)